# В'єтнамізація

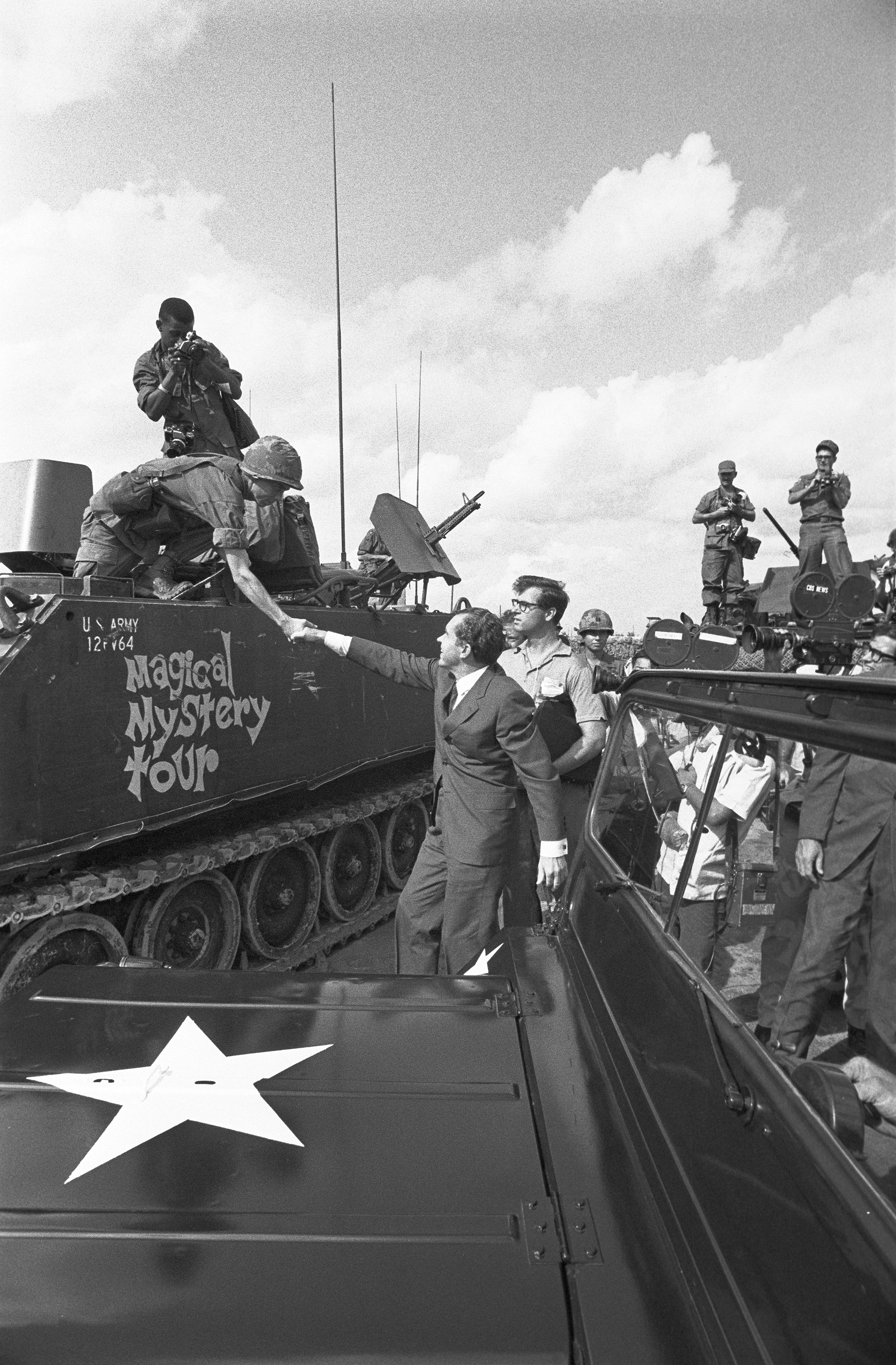
Президент США Річард Ніксон вітає американських військових 1-ї піхотної дивізії. 30 липня 1969

В'єтнамізація (англ. Vietnamization, в'єт. Việt Nam hóa chiến tranh) — політика адміністрації Річарда Ніксона, спрямована на припинення участі США у війні у В'єтнамі через програму «розширення, оснащення та навчання південно-в'єтнамських сил і надання їм дедалі більшої ролі у веденні бойових дій, водночас неухильно зменшення чисельності бойових військ США». Головним чинником, що спричинив запровадження американською адміністрацією нового політичного курсу, став Тетський наступ В'єтконгу. Політика в'єтнамізації стосувалась участі американських регулярних військ саме у наземних бойових діях, але водночас, цей курс не відкидав участі в бойових діях формувань військової авіації США, а також підтримку Південного В'єтнаму, відповідно до зовнішньої політики США з організації військової допомоги дружнім державам. Але, недовіра американських громадян до свого уряду, яка виникла після наступу, погіршилася з публікацією новин про масові вбивства американськими солдатами мирних жителів у Мі Лаї (1968), вторгнення в Камбоджу (1970) і витік документів Пентагону (1971).

## Історія
На засіданні Ради національної безпеки 28 січня 1969 року генерал Ендрю Гудпастер, заступник генерала Крейтона Абрамса і командувач Командування військової допомоги В'єтнаму, заявив, що армія Республіки В'єтнам (ARVN) постійно вдосконалюється, і момент, коли війну можна було «деамериканізувати», був близький. Міністр оборони Мелвін Лейрд погодився з думкою, але не з формулюванням: «Нам потрібен такий термін, як „в'єтнамізація“, щоб зробити акцент на правильних питаннях». Пропозиція Лейрда одразу сподобалася Ніксону.
«В'єтнамізація» вписувалася в ширшу політику розрядки напруженості, запроваджену адміністрацією Ніксона, в якій США більше не вважали своєю нарізною стратегією стримування комунізму, а вважали світопорядок, заснований на співпраці, в якому Ніксон і його головний радник Генрі Кіссінджер були зосереджені на ширшій кооперації різних сил та великих світових держав. Ніксон наказав Кіссінджеру вести переговори щодо дипломатичної політики з радянським державним діячом Анатолієм Добриніним. Ніксон також відкрив контакти на високому рівні з Китаєм. Відносини США з Радянським Союзом і Китаєм були в більшому пріоритеті, ніж проблема Південного В'єтнаму.
Ніксон визначив, що «в'єтнамізація» розвиватиметься за двома напрямами. Першим було «посилення збройних сил Південного В'єтнаму в чисельності, оснащенні, якості лідерства та бойових спроможностях», тоді як другим пріоритетним напрямом було «розширення програми пацифікації [тобто військової допомоги цивільному населенню] у Південному В'єтнамі». В контексті реалізації першої мети американські гелікоптери літатимуть на підтримку південно-в'єтнамської армії; однак аеромобільні операції були невід'ємною частиною наземних операцій, щоб залучати регулярні сили США. Тому, кандидати від в'єтнамських сухопутних військ зараховувалися до вертолітних шкіл США, щоб натомість перебрати на себе керівництво операціями. Як зауважив генерал-лейтенант Дейв Палмер, щоб отримати кваліфікацію кандидата ARVN до вертолітної школи США, йому спочатку потрібно було вивчити англійську мову; це, на додаток до багатомісячних тренувань і практики на місцях, призвело до того, що додавання нових можливостей до ARVN займе щонайменше два роки. Палмер не заперечував, що перший компонент, враховуючи час і ресурси, був досяжним. Проте: «Пацифікація, другий компонент, представляла справжню проблему… це були доброзичливі дії уряду в тих областях, де уряд завжди мав бути доброзичливо активним… робити те й інше було необхідно, щоб в'єтнамізація спрацювала».